# Carnarvon Range

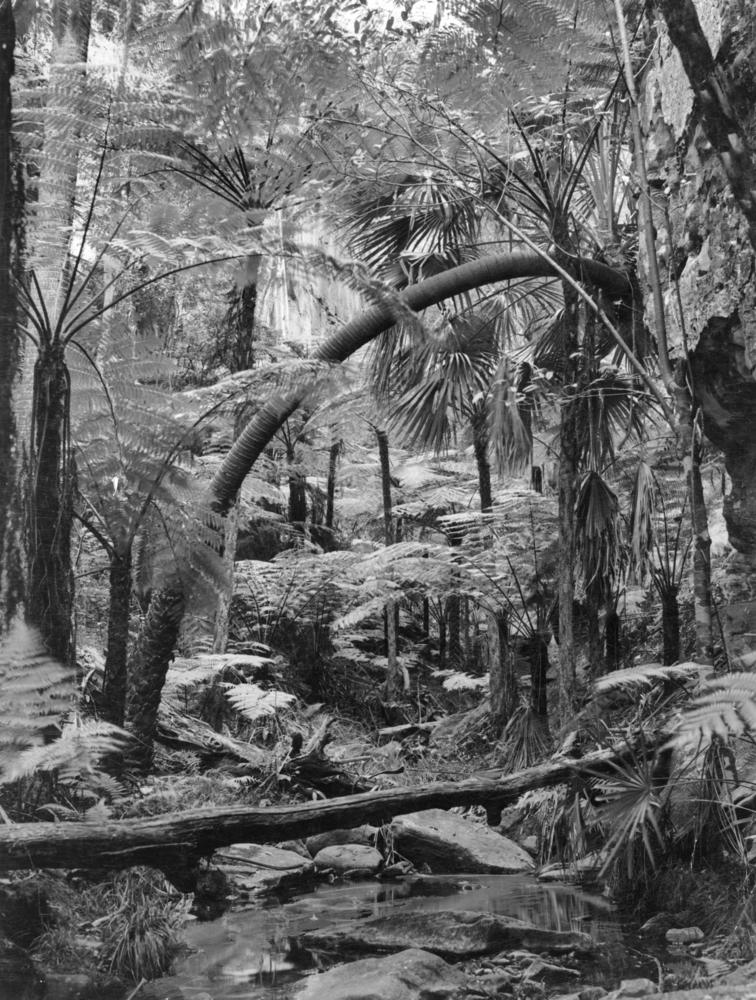
Der tropische Regenwald in der Carnarvon Range, 1938.

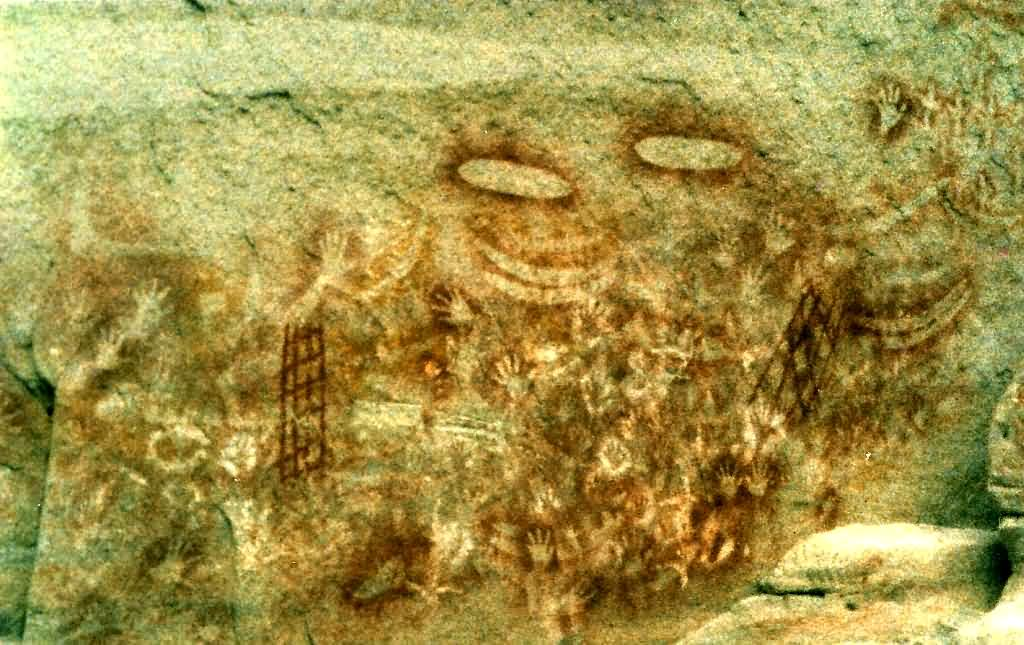
Kunst der Aborigines in der Carnarvon Gorge

Die Carnarvon Range ist ein Bergland im zentralen Queensland, Australien. Es ist eine 160 Kilometer lange Hochebene und Teil der Great Dividing Range. Erkundet wurde sie erstmals von dem europäischen Entdeckungsreisenden Ludwig Leichhardt und Thomas Livingstone Mitchell benannte sie nach Henry Herbert, 4. Earl of Carnarvon.
Die östlichen Gebiete bilden eine Hochebene, das Consuelo Tableland. Dort befinden sich seltene Malereien der Aborigines und beeindruckende Schluchten aus Sandstein, einschließlich der Carnarvon Gorge. Große Teile des Berglands schützt der Carnarvon-Nationalpark.
Das Bergland markiert die nördlichste Ausdehnung des Murray-Darling-Beckens. Dort entspringen der Fitzroy River, der Warrego River, der Dawson River, der Merivale River und der Nogoa River.
Die Palmfarnart Macrozamia moorei wächst in der Carnarvon Range.